# هولوکاست در صربستان

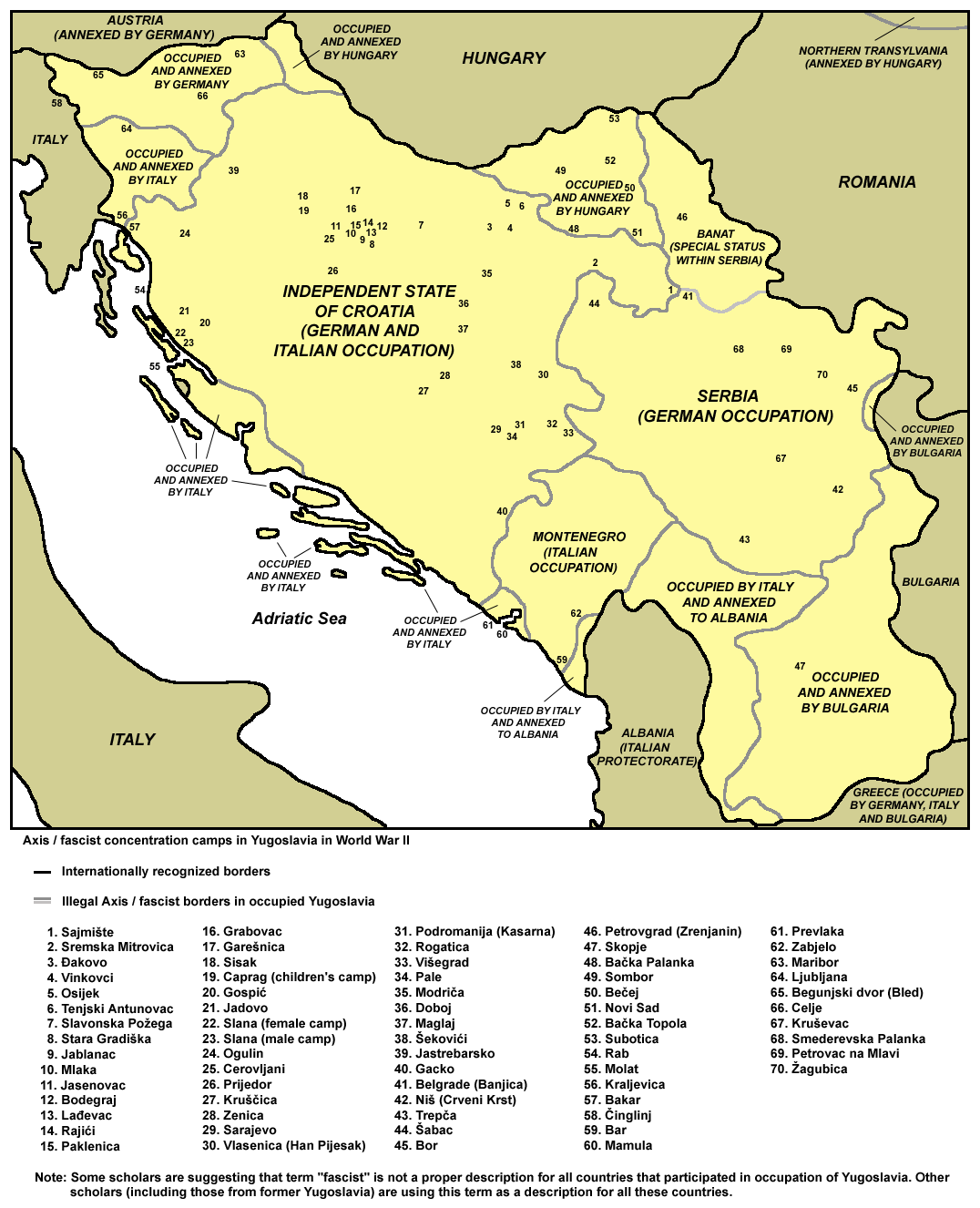
نقشه اردوگاه‌های کار اجباری در یوگسلاوی در جریان جنگ جهانی دوم

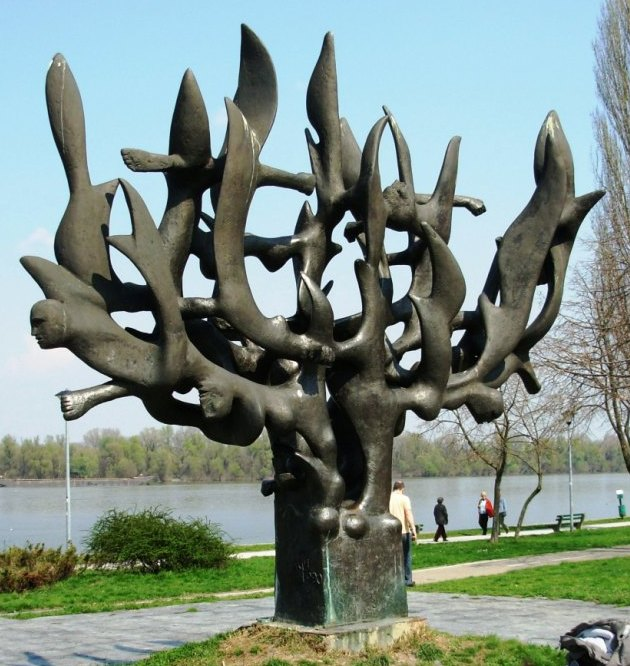
بنای یادبود کشته‌شدگان هولوکاست در بلگراد

هولوکاست در صربستان بخشی از هولوکاست در سراسر اروپا علیه یهودیان در طول جنگ جهانی دوم بود، که در قلمرو فرماندار نظامی در صربستان رخ داد؛ اداره نظامی رایش سوم که پس از حمله به یوگسلاوی در آوریل ۱۹۴۱ تأسیس شد. این جنایات در وهله نخست توسط مقامات اشغالگر آلمان انجام شد که با کمک نیروهای همدست چندین دولت دست‌نشانده که توسط آلمانی‌ها در سرزمین‌های اشغالی بر پا شده بودند، سیاست‌های نژادی نازی را اجرا می‌کردند.
بلافاصله پس از اشغال، مقامات اشغالگر قوانین نژادی‌ای را وضع کردند، و به یهودیان و کولی‌ها برچسب دون‌انسان زدند. آن‌ها همچنین دو دولت دست نشانده مدنی در صربستان گماشتند تا مطابق با راهنمایی و نظارت آلمانی‌ها، کارهای اداری را انجام دهند.
یهودیان هدف اصلی این کارزار بودند اما کولی‌ها نیز برای پاکسازی هدف قرار گرفتند. عامل هولوکاست ورماخت آلمان نازی مستقر در صربستان تحت اشغال آلمان بود. آن‌ها این عملیات را با کمک دولت دست‌نشانده میلان ندیچ و سازمان فاشیستی جنبش ملی یوگسلاوی (Zbor) به رهبری دیمیترییه لیوتیچ انجام دادند، اما محرک اصلی پاکسازی ارتش منظم آلمان بود. کشتارها بیشتر در اردوگاه‌های کار اجباری و وانت‌های گاز انجام شدند. در مه ۱۹۴۲، صربستان اشغالی به یکی از نخستین سرزمین‌های عاری از یهود اعلام شده، تبدیل شد. نازی‌ها حدود ۱۸۰۰۰ یهودی صرب را به سکل سیستماتیک در سرزمین‌های اشغالی به قتل رساندند.
عاملان اصلی هولوکاست در صربستان که به جرایم جنگی محکوم شدند، مقامات رسمی آلمان نازی، هارالد ترنر، اوگوست مایزنر و یوهان فورتنر بودند. میلان ندیچ زندانی شد، اما اندکی بعد خودکشی کرد، و لیوتیچ در یک تصادف رانندگی کشته شد. تا سال ۲۰۱۹، ۱۳۹ صرب به عنوان درستکار در میان ملل شناخته شده‌اند.

## پیشینه

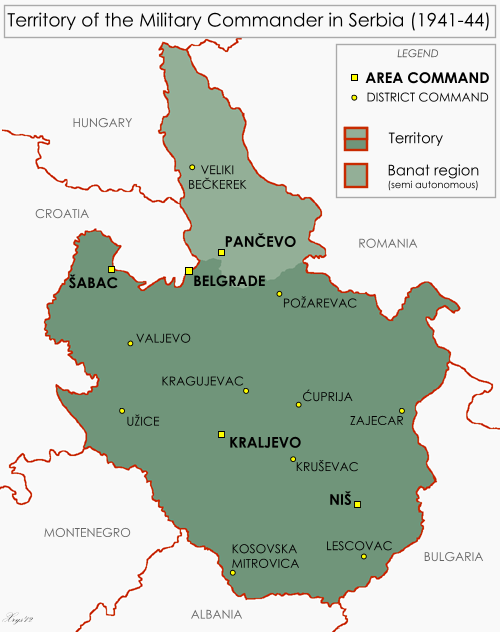
قلمرو فرماندار نظامی در صربستان

وزیر امور خارجه یوگسلاوی آنتون کوروشچ، که کشیشی کاتولیک و رهبر محافظه‌کاران اسلوونیایی بود، در سپتامبر ۱۹۳۸ اظهار داشت که «مسئله یهود در یوگسلاوی وجود نداشته‌است … از پناهندگان یهودی فراری از آلمان نازی در اینجا استقبال نمی‌شود.» در دسامبر ۱۹۳۸ خاخام ایزاک آلکالای، تنها عضو یهودی دولت از کار برکنار شد.
در ۲۵ مارس ۱۹۴۱، شاهزاده پل یوگسلاوی، با متحد ساختن پادشاهی یوگسلاوی با نیروهای محور، پیمان سه‌جانبه را امضا کرد. این پیمان، به ویژه در صربستان و مونته‌نگرو، محبوبیت بسیار کمی داشت و تظاهراتی بر ضد آن آغاز شد. در ۲۷ مارس، افسران نظامی صرب شاهزاده پل را سرنگون کردند. دولت جدید پشتیبانی خود از محور را پس گرفت، اما از پیمان سه‌جانبه بیرون نیامد. با این وجود، نیروهای محور به رهبری آلمان نازی در آوریل ۱۹۴۱ به یوگسلاوی حمله کردند.
نیروهای محور صربستان را تقسیم کردند و مجارستان، بلغارستان، ایتالیا و دولت مستقل کرواسی مناطق زیادی را اشغال و ضمیمه خاک خود کردند. در صربستان مرکزی اشغالگران آلمانی قلمرو فرماندار نظامی در صربستان (به آلمانی:Gebiet des Militärbefehlshabers in Serbien) را تأسیس کردند، که تنها منطقه یوگسلاوی تقسیم شده بود که تحت اداره نظامی مستقیم آلمان داشت، و اداره امور روزانه آن تحت کنترل رئیس اداره نظامی آلمان بود. فرماندار نظامی آلمان در صربستان یک دولت دست‌نشانده مدنی را تعیین کرد تا مطابق جهت و نظارت آلمان وظایف اداری را انجام دهد. پلیس و ارتش دولت دست‌نشانده زیر نظر فرماندهان آلمانی قرار گرفتند.
در ژوئیه ۱۹۴۱، شورشی بزرگ در صربستان علیه اشغالگران آلمانی آغاز شد، که شامل تأسیس جمهوری اوژیتسه، نخستین قلمرو آزاد شده در جنگ جهانی دوم در اروپا بود. با دستور شخصی هیتلر برای درهم شکستن مقاومت، ارتش آلمان شروع به اعدام ده‌ها هزار غیرنظامی صرب کرد که در میان آنها هزاران یهودی نیز وجود داشت. اشغالگران آلمانی در اوت ۱۹۴۱ برای کمک به سرکوب شورش، دولت دست‌نشانده میلان ندیچ را به وجود آوردند، که خود مسئول بسیاری از فعالیت‌های مربوط به هولوکاست، از جمله ثبت و دستگیری یهودیان و کنترل مشترک بر اردوگاه کار اجباری بانییتسا در بلگراد، بود.

## هولوکاست

### قوانین ضدیهودی

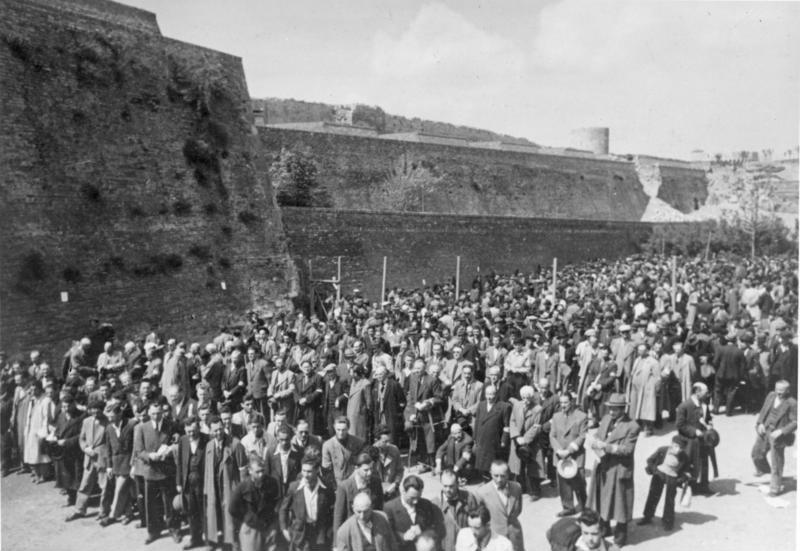
یهودیان صربستان پس از تهاجم آلمان به یوگسلاوی به‌صف کشیده می‌شوند.

در ۱۳ آوریل ۱۹۴۱، پیش از تسلیم رسمی ارتش سلطنتی یوگسلاوی، ویلهلم فوخس - رئیس آینزاتس‌گروپن مستقر در بلگراد - دستور ثبت اطلاعات یهودیان این شهر را صادر کرد. در دستور وی آمده بود که همه کسانی که نام‌نویسی نکرده‌اند تیرباران می‌شوند. اندکی بعد، فرمانده میدانی سرهنگ فون کیزنبرگ فرمانی صادر کرد که بر پایه آن آزادی حرکت یهودیان محدود می‌شد. در ۲۹ آوریل ۱۹۴۱، رئیس اداره نظامی آلمان در صربستان، هارالد ترنر دستور ثبت اطلاعات همه یهودیان و کولی‌ها را در سراسر صربستان تحت اشغال آلمان صادر کرد. این دستور استفاده از بازوبندهای زرد را اجباری می‌کرد، کار اجباری و منع رفت‌وآمد را شامل می‌شد، و همچنین دسترسی به غذا و سایر مواد و استفاده از وسایل حمل و نقل عمومی را ممنوع می‌کرد.
در ۳۰ مه، فرماندار نظامی آلمان در صربستان، هلموت فورستر، قوانین اصلی نژادی را صادر کرد - «مقررات مربوط به یهودیان و کولی‌ها» (آلمانی:Verordnung Betreffend Die Juden Und Zigeuner)، که مشخص می‌کردند چه کسی یهودی و کولی محسوب می‌شد. این قانون یهودیان و کولی‌ها را از صحنه عمومی و اقتصادی حذف می‌کرد، اموال آنها توقیف می‌شد، آنها ناچار به نام‌نویسی در فهرست‌های خاص (Judenregister و Zigeunerlisten) و سپس کار اجباری شدند. علاوه بر این، این قوانین پوشیدن نوار زرد برای یهودیان و کولی‌ها را الزام می‌کرد و آن‌ها را از کار در موسسات همگانی یا شغل‌های مانند وکالت، پزشکی، دندانپزشکی، دامپزشکی و داروسازی و همچنین بازدید از سینما، تئاتر، مکان‌های سرگرمی، حمام‌های عمومی، زمین‌های ورزشی و بازارها منع می‌کرد.

### آغاز اذیت و آزار

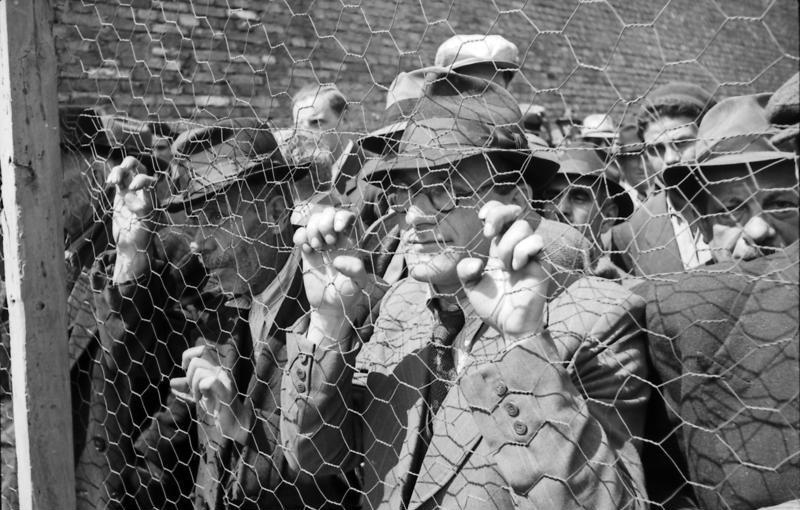
یهودیان دستگیرشده در بلگراد در ۱۹۴۱.

در همان اوایل اشغال، اعضای آینزاتس‌گروپ یوگسلاوی نازی آغاز به دزدی و غارت مشاغل یهودی کردند. بعدها این مشاغل طبق مقررات ضدیهودی آلمان مصادره شدند و اغلب به کنترل فولکس‌دویچه محلی سپرده می‌شدند. سایر املاک و مستغلات و املاک شخصی یهودیان به علاوه املاک مذهبی نیز مصادره شد. نوع ویژه‌ای از سرقت به شکل «کمک مالی» به مبلغ ۱۲ میلیون دینار بود، که یهودیان بلگراد ناچار به پرداخت آن شدند، به جبران «خسارات وارد شده به آلمانی‌های جریان جنگ آوریل، که یهودیان باعث آن شده بودند». علاوه بر این، آلمانی‌ها یهودیان بلگراد را ناچار به پرداخت ۱٬۴۰۰٬۰۰۰ دینار به «صندوق سرکوب اقدامات یهودی-کمونیستی» کردند. آلمانی‌ها و فولکس‌دویچه در خیابان‌ها با یهودیان بدرفتاری می‌کردند و آن‌ها را مورد ضرب و شتم قرار می‌دادند، در حالی که در بلگراد، فولکس‌دویچه و هواداران لیوتیچ یهودیان پیر را گرفته و با آنها وحشیانه رفتار می‌کردند. آلمانی‌ها با کمک فولکس‌دویچه و هواداران لیوتیچ کنیسه‌های یهودیان را تخریب و به آن‌ها هتک حرمت کردند. آلمانی‌ها تمام مردان یهودی میان ۱۴ تا ۶۰ سال و همه زنان یهودی میان ۱۶ تا ۴۰ سال را برای انجام کار اجباری ۱۷ تا ۱۸ ساعت در روز، بدون استراحت، به خدمت گرفتند. آنها ناچار به انجام سخت‌ترین کارها بودند؛ از جمله پاکسازی آوار و اجساد باقی مانده از بمباران گسترده بلگراد توسط نیروهای آلمانی با دست برهنه. کسانی که توانایی کار نمی‌داشتند توسط نگهبانان آلمانی تیرباران می‌شدند.

### کشتار مردان یهودی

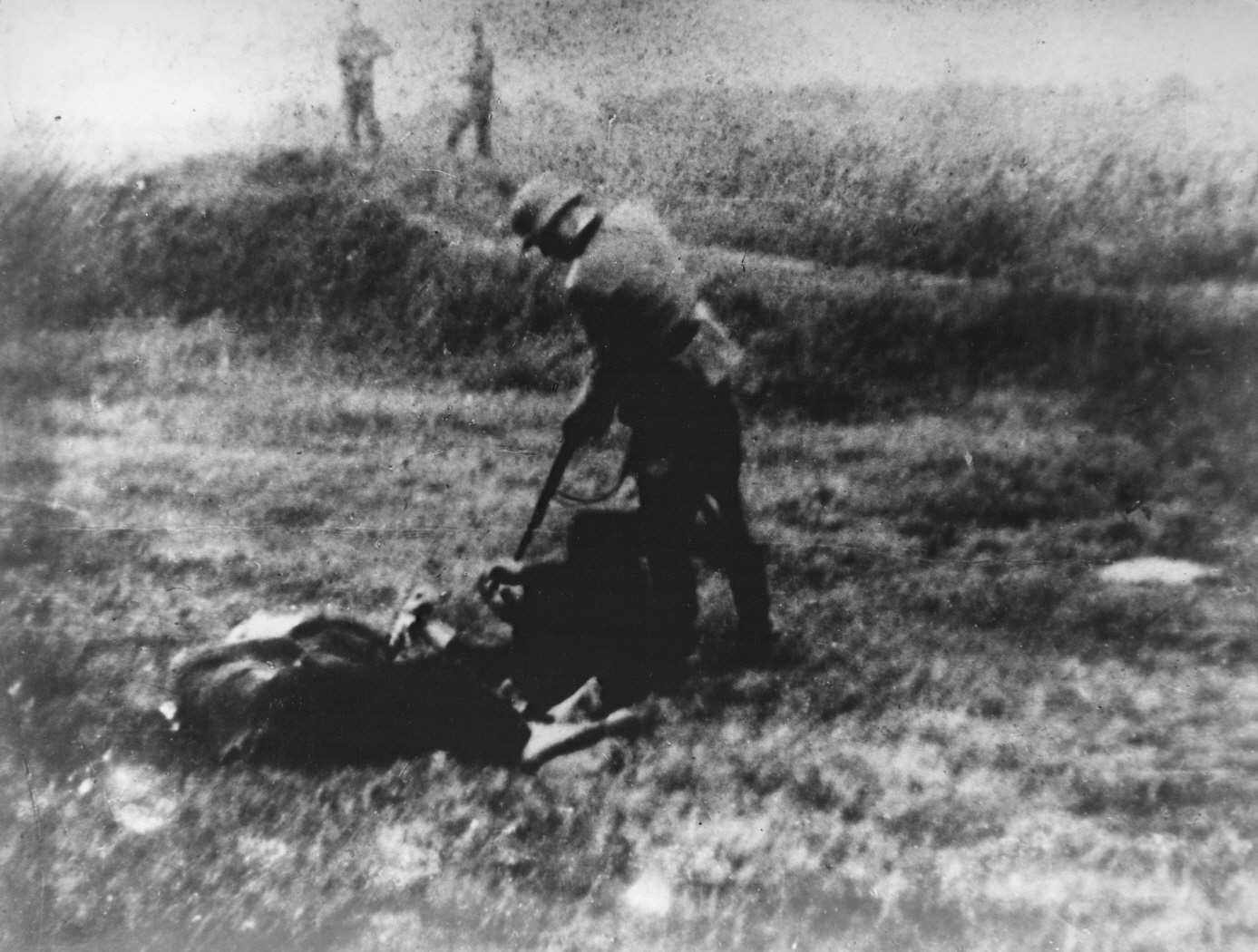
سربازی آلمانی در حال شلیک به یک زندانی در یایینتسی

نابودی یهودیان صرب توسط آلمانی‌های نازی در دو مرحله مشخص انجام شد. نخستین مورد، که میان ژوئیه و نوامبر ۱۹۴۱ رخ داد، شامل قتل مردان یهودی می‌شد که در جریان اعدام‌های تلافی‌جویانه توسط نیروهای آلمانی در واکنش به افزایش شورش‌های ضد نازی در صربستان تیرباران شدند. در اکتبر ۱۹۴۱، ژنرال آلمانی، فرانتس بوهمه، دستور اعدام ۱۰۰ غیرنظامی را برای هر سرباز کشته شده آلمانی و ۵۰ نفر را برای هر زخمی آلمانی صادر کرد. در دستور بوهمه آمده بود که گروگان‌ها باید از «همه کمونیست‌ها، افرادی که مظنون به کمونیست بودن هستند، همه یهودیان و تعداد مشخصی از ساکنان ملی‌گرا و دموکراسی‌خواه» باشند. در کل حدود ۳۰٬۰۰۰ غیرنظامی صربستانی توسط نازی‌ها در ۲ ماه نخست این سیاست اعدام شدند. در میان آنها ۵۰۰۰ مرد یهودی یا تقریباً همه مردان یهودی بالای ۱۴ سال در صربستان و بانات بودند.
تا اواخر تابستان ۱۹۴۱، گشتاپو و فولکس‌دویچه محلی همه یهودیان در بانات را به‌صف کرده و به اردوگاه‌های کار اجباری توپوفسکه شوپه و سایمیشته منتقل کرده بودند. آلمانی‌ها نخستین دستگیری‌های گروگان‌ها را در آوریل ۱۹۴۱ در بلگراد انجام دادند. از اوت تا نوامبر ۱۹۴۱ آلمانی‌ها مردان بزرگسال یهودی را از دیگر مناطق صربستان گرد آوردند و آن‌ها را در توپوفسکه شوپه توقیف کردند. این افراد به عنوان گروگان‌های یهودی گروهی را تشکیل می‌دادند تا در هنگام نیاز به عنوان بخشی از سیاست تلافی‌جویانه آلمان در مورد اعدام غیرنظامیان صربستان مورد شلیک قرار بگیرند. پس از آن، آلمانی‌ها چندین بار یهودیان را به مکان‌های کشتاری در یایینتسی، یابوکا (نزدیک پانچِوو) و غیره بردند و اعدام کردند. ۵۰۰ یهودی بانات در دلیبلاتسکا پشچارا در جنوب بانات اعدام شدند ، و در همان حال برخی از یهودیان در جریان اعدام‌های جمعی آلمان در جاهای دیگر مانند کشتارهای کراگویواتس و کرال‌یوو کشته شدند. از این روی، تا نوامبر سال ۱۹۴۱ «تقریباً هیچ مرد یهودی زنده‌ای وجود نداشت که می‌توانست به عنوان گروگان مورد استفاده قرار گیرد.»

### کشتار زنان و کودکان

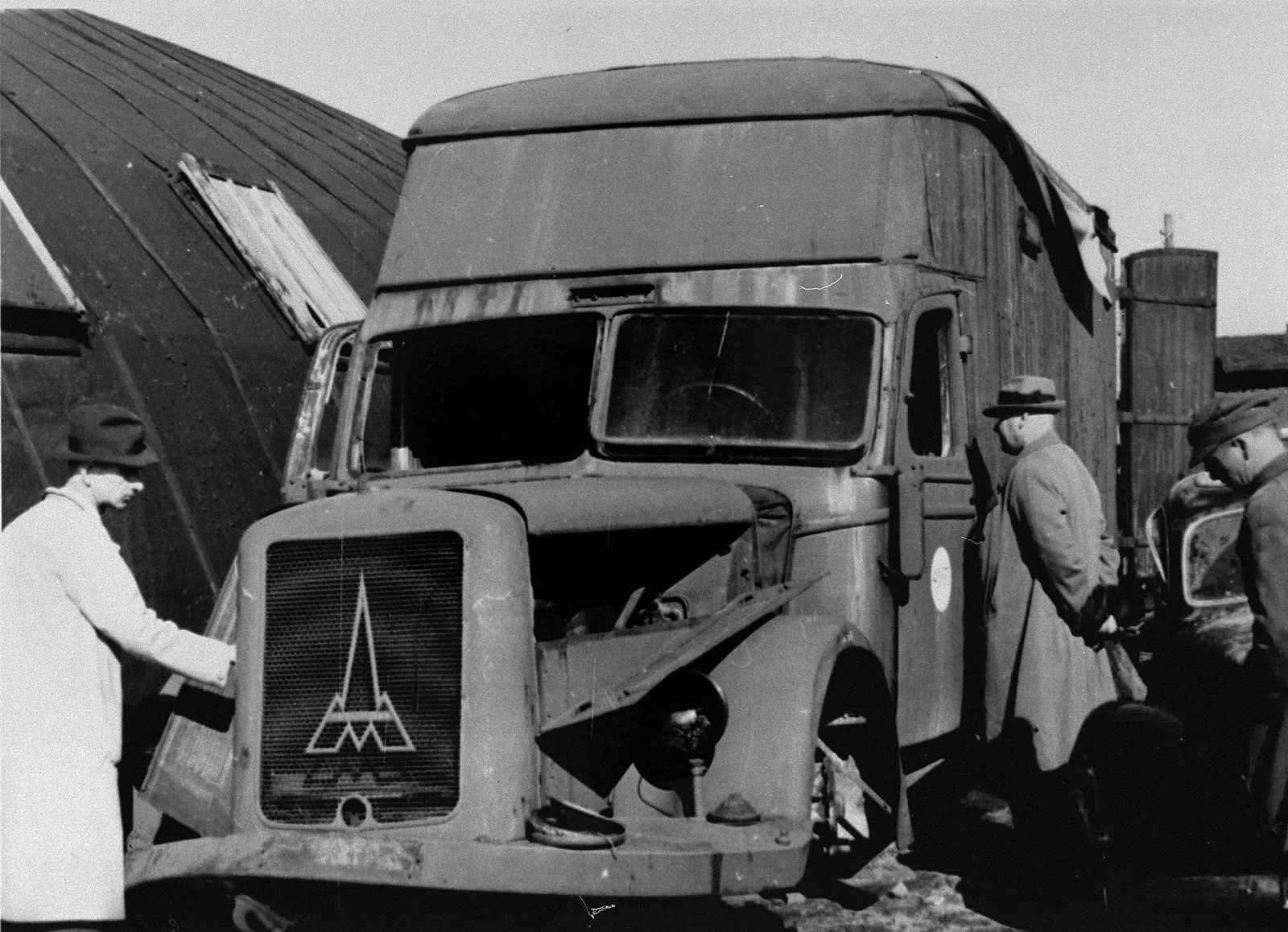
وانت گازی شبیه به آنچه در اردوگاه سایمیشته برای خفه کردن زنان و کودکان یهودی مورد استفاده قرار گرفت. این وانت‌ها توانایی کشتن ۱۰۰ نفر را در طی رانندگی ۱۰–۱۵ دقیقه‌ای داشتند.

مرحله دوم نسل‌کشی، میان دسامبر ۱۹۴۱ و مه ۱۹۴۲، شامل زندانی کردن زنان و کودکان در سایمیشته و کشتن آن‌ها با گاز درون یک وانت گاز سیار به نام «سوئرواگن» (Sauerwagen) بود. این اردوگاه کار اجباری آلمانی، که در محوطه قدیمی نمایشگاه‌ها استارو سایمیشته در نزدیکی زمون، آن سوی رود ساوا از طرف بلگراد و درون قلمرو دولت مستقل کرواسی، قرار داشت برای پردازش و از میان بردن یهودیان، صرب‌ها، کولی‌ها و دیگر اسیران تأسیس شده بود.
در ۸ دسامبر ۱۹۴۱، به کلیه یهودیان اهل بلگراد دستور داده شد تا به دفاتر پلیس یهودی گشتاپو (Judenreferat) در خیابان جورج واشینگتن مراجعه کنند. پس از تحویل کلیدهای خانه‌هایشان، آلمانی‌ها آن‌ها را از طریق پلی روی رود ساوا به محل تازه تأسیس اردوگاه سایمیشته بردند. ۷۰۰۰ زن و کودک یهودی در یک زمستان سخت، در زمین نمایشگاه سابق بمباران شده توقیف شده و صدها تن از ایشان درگذشتند.
نخستنی قربانیان وانت گاز آلمان کارکنان و بیماران دو بیمارستان یهودی در بلگراد بودند. در طی بیش از دو روز در مارس ۱۹۴۲، آلمانی‌ها بیش از ۸۰۰ نفر را که اکثراً بیمار بودند، در وانت گاز در گروه‌هایی میان ۸۰ تا ۱۰۰ نفر بارگیری کردند. آن‌ها سپس هنگام حرکت وانت به محل‌های کشتار در یایینتسی، در اثر مسمومیت با مونوکسیدکربن کشته شدند. پس از تخلیه بیمارستان‌های یهودیان، پاکسازی زنان و کودکان یهودی در سایمیشته آغاز شد. کریستوفر براونینگ، تاریخ‌دان، توضیح می‌دهد:
هنگامی که بارگیری تمام می‌شد، وانت گاز به سوی پل رودخانه ساوا حرکت می‌کرد که تنها چند صد متر از ورودی اردوگاه فاصله داشت، و در آنجا آندورفر [فرمانده اردوگاه] در ماشینی منتظر می‌ماند تا ناچار نشود بارگیری [زندانیان درون وانت] را مشاهده کند […] در دیگر سوی پل، وانت گاز می‌ایستاد و راننده به بیرون می‌جست تا در زیر وانت لوله اگزوز را به درون محفظه پشتی متصل کند. کامیونی که بارهای زندانیان را در خود داشت از جاده خارج می‌شد، و وانت گاز و خودروی فرمانده از وسط بلگراد به سوی مکان تیراندازی می‌راندند… ده کیلومتر جنوب شهر.
میان ۱۹ مارس و ۱۰ مه، رانندگان، گوتز و مایر، با همراهی فرمانده اردوگاه هربرت آندورفر، حدود ۶۵ تا ۷۰ سفر میان سملین و یایینتسی انجام دادند و ۶۳۰۰ زندانی یهودی را به قتل رساندند. از تقریباً ۷۰۰۰ یهودی که در سملین (سایمیشته) زندانی شده بودند، کمتر از ۵۰ زن زنده ماندند. قربانیان این اردوگاه شامل ۱۰٬۶۰۰ صرب و کولی بدون شماره نیز می‌شدند. ژاندارم‌های میلان ندیچ، دیمیترییه لیوتیچ و چتنیک‌ها در سپتامبر ۱۹۴۴ حدود ۴۵۵ یهودی باقیمانده را در صربستان اسیر کردند و آن‌ها به اردوگاه بانییتسا تحویل داده شده و بلافاصله کشته شدند.

## تعداد قربانیان

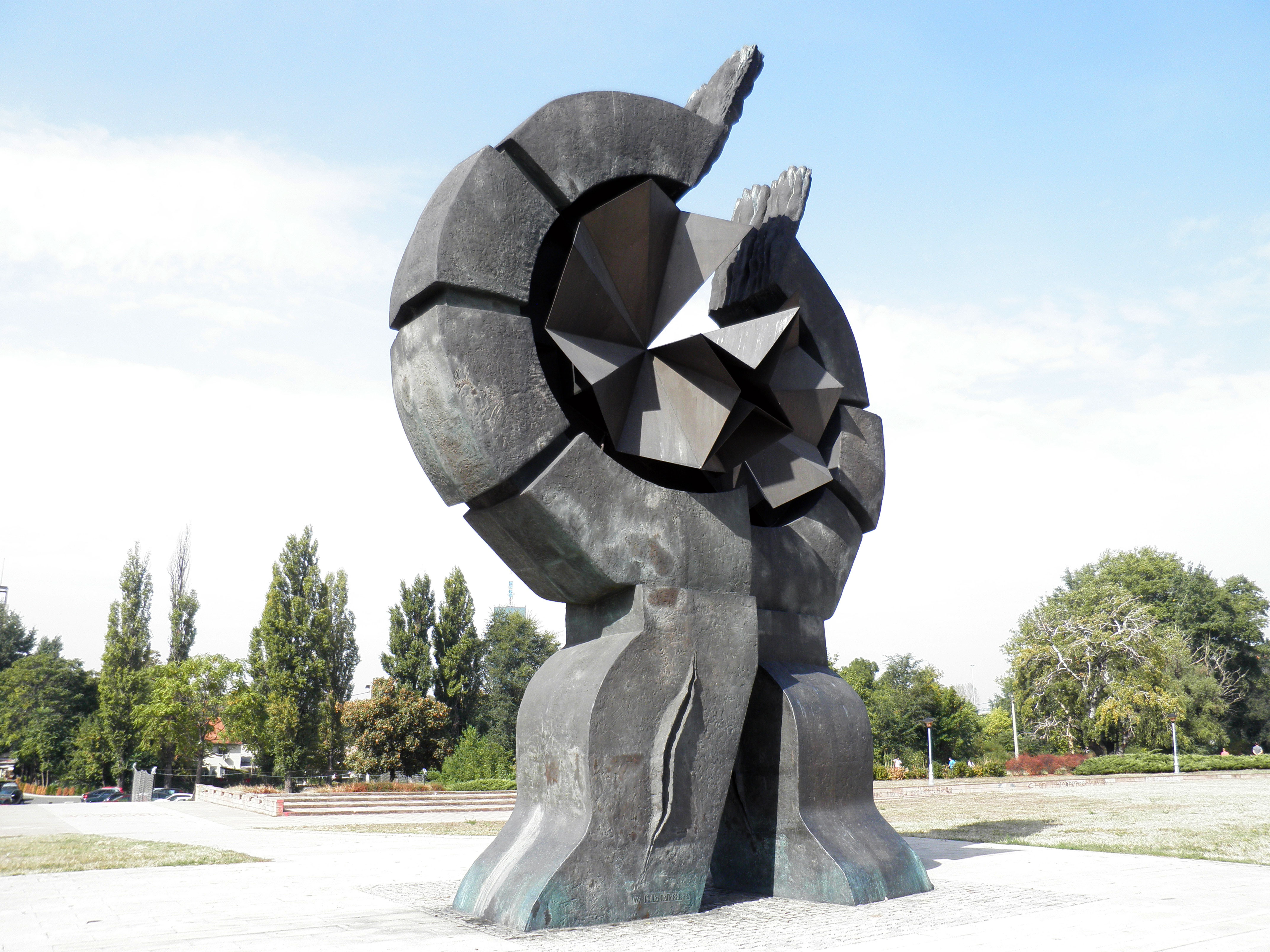
بنای یادبودی برای گرامیداشت قربانیان اردوگاه کار اجباری سایمیشته

از ۱۶٬۰۰۰ تن جمعیت یهودی در صربستان تحت اشغال آلمان، نازی‌ها حدود ۱۴٬۵۰۰ تن را به قتل رساندند. با استناد به یاسا رومانو، توماسویچ خاطرنشان می‌کند که آلمانی‌ها از صربستان مرکزی ۱۱٬۰۰۰ یهودی را به علاوه ۳٬۸۰۰ یهودی دیگر از منطقه بانات که تحت کنترل اقلیت آلمانی بود، کشتند.
به گفته یلنا سوبوتیچ، از ۳۳٬۵۰۰ یهودی ساکن صربستان پیش از اشغال، حدود ۲۷٬۰۰۰ تن در هولوکاست کشته شدند. در صربستان تحت اشغال آلمان حدود ۱۲٬۰۰۰ تن از ۱۷٬۰۰۰ یهودی اندک زمانی پس از آغاز جنگ کشته شدند؛ از جمله تقریباً همگی ۱۱٬۰۰۰ یهودی اهل بلگراد.
بنا بر کارشناسان یوگسلاوی و گزارش‌های کمیسیون‌های دولت یوگسلاوی پس از جنگ، به نظر می‌رسد تقریباً تمام یهودیان صربستان، از جمله بانات، کشته شده باشند. آن یهودیانی که به پارتیزان‌ها پیوستند، زنده ماندند و همچنین اعضای یهودی ارتش سلطنتی یوگسلاوی که در جریان حمله آلمان اسیر شده بودند و به عنوان اسیر جنگی در آلمان به ثبت رسیدند. این بدان معناست که تعداد یهودیان کشته شده حدود ۱۶٬۰۰۰ تن بوده‌است، اگرچه رومانو در آخرین تخمین‌های خود این تعداد را به ۱۵٬۰۰۰ کشته کاهش داده‌است.

## کمک‌ها توسط غیرنظامیان صرب
میریام اشتاینر-آویتزر، پژوهشگر یهودیان یوگسلاوی و عضو کمیته درستکاران غیریهودی ید وشم می گیود: «صرب‌ها بسیاری از یهودیان را نجات دادند. بر خلاف تصویر کنونی آن‌ها در جهان، صرب‌ها مردمانی دوستانه و وفادار هستند که همسایگان خود را رها نمی‌کنند.» تا سال ۲۰۱۹، ید وشم ۱۳۹ صرب را به عنوان درستکار در میان ملل به رسمیت می‌شناسد. تعداد درستکاران لزوماً نشان دهنده تعداد واقعی نجاتگران در هر کشور نیست، بلکه مواردی را که در اختیار ید وشم قرار گرفته‌اند منعکس می‌کند. یاشا آلمولی، رئیس پیشین انجمن یهودیان در بلگراد، نوشته‌است که تعداد یهودیان نجات یافته به این دلیل زیاد نبود که نیروهای اشغالگر ظالمانه‌ترین رژیم را در اروپا، علاوه بر اتحاد جماهیر شوروی، برقرار کردند که شامل قوانین تلافی‌جویانه و اعدام‌های خودسرانه بود. رافائل لمکین می‌گوید که صرب‌ها توسط دستورهایی که مجازات اعدام برای پناه دادن یا پنهان کردن یهودیان یا پذیرش و خرید اشیا با ارزش از آنها تعیین کرده بودند، از کمک به یهودیان منع شده بودند.

## بازگرداندن دارایی‌های دزدیده شده
صربستان نخستین کشوری در اروپا بود که قانونی برای استرداد اموال قربانیان بی‌ورثه یهودی در هولوکاست تصویب کرد. بر پایه این قانون، صربستان علاوه بر این بازپرداخت، از سال ۲۰۱۷ به بعد، ۹۵۰٬۰۰۰ یورو از بودجه خود به اتحادیه شهرداری‌های یهودی پرداخت خواهد کرد. سازمان جبران خسارت یهودیان جهانی (WJRO) تصویب این قانون را ستود و رئیس این سازمان سایر کشورها را به پیروی از الگوی صربستان دعوت کرد. سفارت اسرائیل در صربستان با انتشار گزارشی ضمن استقبال از تصویب این قانون، تأکید کرد که صربستان باید نمونه‌ای برای سایر کشورهای اروپا باشد. در بیانیه سفارت اسرائیل آمد که: «قانون جدید اقدامی نجیبانه از سوی یک کشور بزرگ است که روح تازه‌ای در جامعه کوچک یهودیان موجود کنونی خواهد دمید.»

## در تاریخ‌نگاری صربستان
در طول دهه ۱۹۹۰، نقشی که ندیچ و لیوتیچ در نابودی یهودیان صربستان بازی کردند، توسط چندین تاریخ‌دان صربستانی کمرنگ به تصویر کشیده شد. در سال ۱۹۹۳، آکادمی علوم و هنرهای صربستان ندیچ را در میان برجسته‌ترین ۱۰۰ صرب تاریخ قرار داد.
پس از فروپاشی یوگسلاوی، مشاوران محلی در سمدرفو کارزاری پدیدآوردند تا بزرگترین میدان شهر را به نام لیوتیچ نام‌گذاری کنند. مشاوران از پیشینه جنگی لیوتیچ دفاع کردند و این ابتکار عمل را با بیان اینکه در جنگ جهانی دوم «[همدستی] … چیزی بود که بقای بیولوژیکی مردم صربستان بدان نیاز داشت» توجیه کردند. بعدها، مجله صربستانی Pogledi مجموعه مقالاتی را در تلاش برای تبرئه لیوتیچ منتشر کرد. در ۱۹۹۶، رئیس‌جمهور آینده یوگسلاوی، وویسلاو کوشتونیتسا در بیانیه‌ای عمومی از لیوتیچ تعریف کرد و او را ستود. کوشتونیتساو حزب دموکراتیک صربستان او به دنبال سرنگونی اسلوبودان میلوشویچ و دولت سوسیالیست وی در اکتبر ۲۰۰۰، برای احیای شخصیت‌هایی مانند لیوتیچ و ندیچ فعالیت جدی کردند.